# Pseudozufallsrauschen
Pseudozufallsrauschen (englisch Pseudo Random Noise, PRN) ist eine Bezeichnung für digitale Signale, die statistische Eigenschaften von zufälligen Eigenzuständen haben. Charakterisiert wird eine solche Folge durch ihre AKF (Autokorrelationsfunktion).

## Erzeugung, Eigenschaften
Erzeugt wird es traditionell durch eine Kombination aus linear rückgekoppelten Schieberegistern (LFSR), die mit XOR - Gattern so geschaltet werden, dass Gruppen von Folgen mit minimaler Kreuzkorrelation entstehen. Dabei muss eine Folge von lauter Einsen oder Nullen (je nach positiver oder negativer Logik) verhindert werden, was durch die XORs geschieht. Alternativ kann es heute durch eine im Computer programmierte MLS (die streng deterministisch ist) erzeugt werden (s. u.)
Nur falls die Erzeugungsvorschrift bekannt ist, kann das Signal durch Korrelation aus dem Hintergrundrauschen herausgefiltert werden.
Je länger es dauert, bis sich eine Abfolge von Zahlen wiederholt, desto besser erfüllt sie ihren Zweck: Je weniger Systematik im Signal erkennbar ist, desto „zufälliger“ ist es und desto schwerer ist ein Übertragungskanal zu entdecken und abzuhören.

## Anwendung

### In der Datenübertragung
Ursprünglich wurde es im Militärbereich angewendet, seit einiger Zeit ist es aber auch bei WLAN-Technik oder im Oszillator neuerer PC-Hauptplatinen zu finden. Hier dient es dazu, weniger störende Signale in der Umgebung zu verursachen. Außerdem wird es im Scrambler bei 1000BASE-T verwendet.
Typisch ist die Verwendung in der Spread-Spectrum-Technik, bei der Gold-Folgen genutzt werden.

### In Navigationssystemen (GPS)
Im Bereich GNSS hat sich aufgrund der GPS-Signalstruktur die Bezeichnung PRN auch für die Nummern der einzelnen Satelliten eingebürgert.
Jedes Satellitensystem hat ein eigenes Nummerierungsschema. Um verschiedene Systeme zusammenzufassen, hat die RTCA-Kommission für die Navigations-Zusatzdienste (Satellite-Based Augmentation Systems, SBAS) ein gemeinsames Schema erstellt:
| PRN     | System     | Beschreibung                                          |
| ------- | ---------- | ----------------------------------------------------- |
| 1–37    | GPS        | 1–32 in Benutzung, 33–37 reserviert                   |
| 38–61   | GLONASS    | GLONASS 1–24, entspricht der Slot-Nummer erhöht um 37 |
| 62–119  | reserviert |                                                       |
| 120–138 | GEO        | SBAS: WAAS, EGNOS, MSAS, GAGAN                        |
| 139–210 | reserviert |                                                       |
| EXX     | Galileo    | [ 1 ]                                                 |
| CXX     | Beidou     |                                                       |

Die Zuordnung der geostationären Satelliten findet sich bei den Weblinks.

### Akustische Messung an Lautsprechern
Eine deterministische Maximum Length Sequence enthält alle Frequenzen und Phasenlagen in einem durch die Taktfrequenz und die Länge der Sequenz vorgegebenen Frequenzbereich. Wird sie mit einem Lautsprecher wiedergegeben, kann sie zur Messung akustischer Kenngrößen verwendet werden. Hierzu wird das wiedergegebene Schallfeld mit einem hochwertigen Mikrophon aufgenommen und mit einem Analog-Digital-Wandler digitalisiert. Durch den Vergleich des digitalen Originalsignals mit dem Digitalisat können der Amplitudenfrequenzgang, der Phasenfrequenzgang und die Impulsantwort des Lautsprechers berechnet werden.
Im übertragen Sinn kann dieses Verfahren auch für die spektroskopische Analyse von Dielektrika eingesetzt werden.